# Морти Смит
Мортимер „Морти” Смит је један од насловних ликова Америчке анимиране телевизијске серије Рик и Морти. Аутори су Џастин Роиланд и Ден Хармон. Морти је анксиозни 14-годишњак заснован према лику Мартија Мекфлаја из филма Повратак у будућност. Познат по свом чудном анксиозном карактеру, слабог самопоштовања, склон преиспитивању и сумњичав, лик је добро примљен. Он је доброћудан и упечатљив унук алкохоличара и лудог научника Рика Санчеза, и њим је донекле лако манипулисати.

## Биографија
Морти има 14 година и ученик је средње школе Хари Херпсон заједно са својом старијом сестром Самер. Чини се да Морти пати од анксиозности и ћесто је узнемирен, у великој мери ѕбог трауматичних искустава током својих авантура са Риком. Рик и остали га често одбацују као тупоглавог, али се показује да је он мудрији од свог деде у погледу разумевања људских осећања и у стању је да осети експлозивну љутњу и моралну увреду због Риковог става и поступака.

## Развој
Лик Мортија су креирали Џастин Роиланд и Дан Хармон, који су се први пут срели на Каналу 101 раних 2000-их. 2006 Роиланд је снимио Стварне анимиране авантуре Дока и Мартија, кратку анимирану пародију на ликове Дока Брауна и Матрија Мекфлаја из филма Повратак у будућност, а уједно и претечу Рику и Мортију. Идеју за Рика и Мортија, у форми Дока и Мортија, је изнео Адалт Свим, а касније се развила идеја да се дода породични елемент да Рик буде Мортијев деда.

## Реакција публике
Лик је добио позитивне реакције. Вербстомп је описао Мортија као слику дечије невиности или можда резултат родитељског занемаривања. Морти је неинтелигентан, плаховит, несрећан, вероватно због трауматичних искустава док се упушта у нови свет са Риком.